# Festival international étudiant à Trondheim

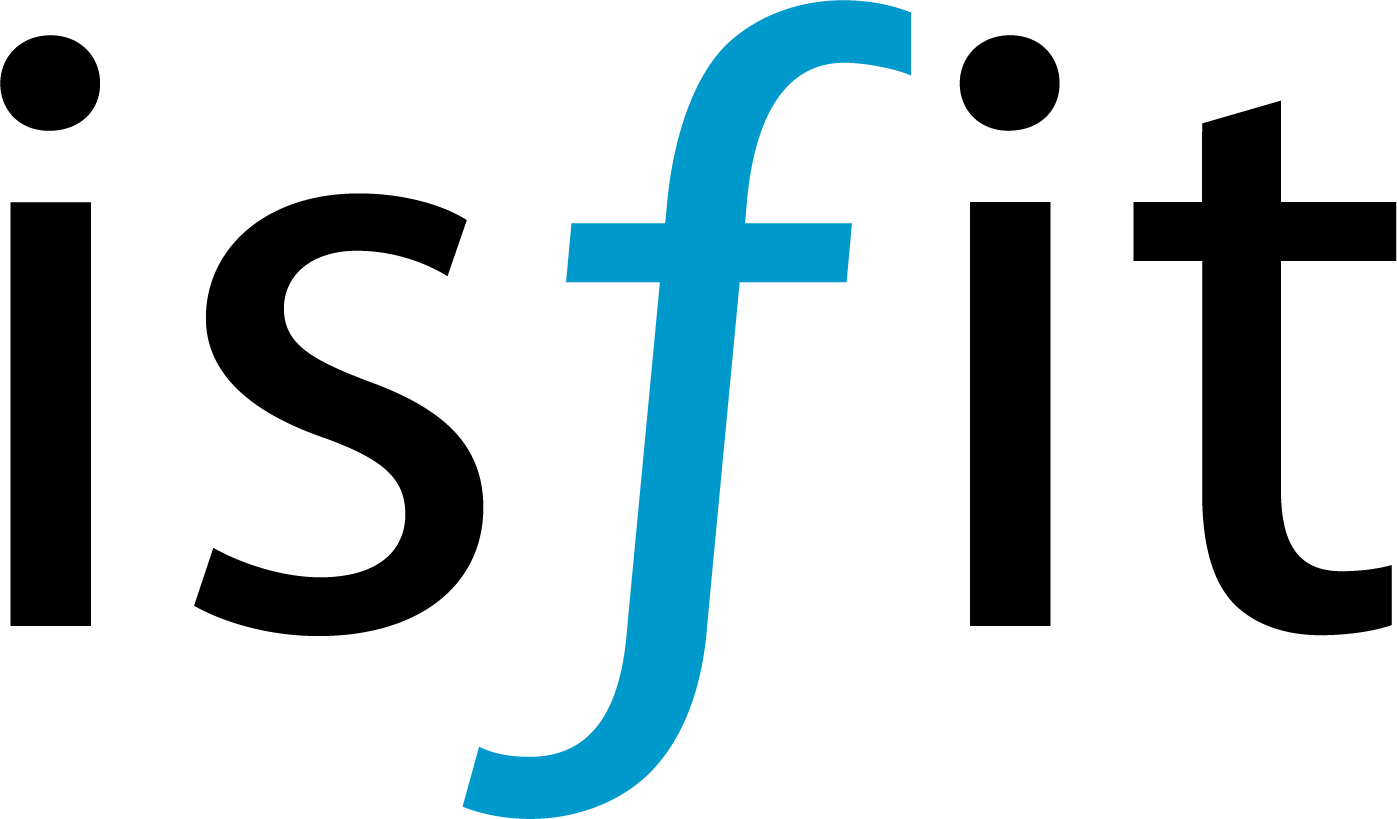
Logo de l'ISFiT

ISFiT (du norvégien Internasjonale Studentfestivalen i Trondheim) est un festival étudiant qui se tient à Trondheim, en Norvège, tous les deux ans.
L'idée d'un festival étudiant international à Trondheim est née en 1988. Trondheim est une ville aux fortes traditions étudiantes et associatives. Réunissant des étudiants du monde entier, certains étudiants de Trondheim cherchaient à renforcer et à faire vivre ces traditions, en créant un évènement qui regroupe à la fois conférence et festival.
400 étudiants originaires de 45 pays participèrent au premier festival en 1990. 
ISFiT a depuis grandi pour devenir le plus grand festival étudiants à thème dans le monde avec plus de 105 pays représentés en 2001. 
Chaque festival attire des conférenciers de renommée internationale - parmi eux, l'activiste étudiant Chai Ling, le dalaï-lama, le directeur général de l'OMS Gro Harlem Brundtland, le Dr Klaus Töpfer des Nations unies ou le prix Nobel de la paix Wangari Maathai. 
Chaque festival permet à des jeunes de tous pays de se rencontrer. Le but d'ISFiT est d'être un lieu de dépassement des frontières culturelles, politiques et religieuses, et de promouvoir la tolérance et la compréhension mutuelle.

## Thèmes
- 2013, Commerce
- 2011, Mondialiser la suivante: la santé
- 2009, Consolidation de la paix
- 2007, Consolidation de la paix
- 2005, Education. Pourquoi?
- 2003, Attitudes provocant
- 2001, Responsabilité globales
- 1999, Résolution des conflits
- 1997, Qualité de vie
- 1994, Droits de l'Homme
- 1992, Briser les barrières de communication
- 1990, Une Europe en pleine mutation - Quelles sont les responsabilités de l'étudiant et de leurs universités?